# Махмуд-Мектебский сельсовет
Махмуд-Мектебский сельсовет — упразднённое муниципальное образование в составе Нефтекумского района Ставропольского края Российской Федерации.
Административный центр — аул Махмуд-Мектеб.

## География
Территория сельского поселения располагалась на юго-востоке Нефтекумского района, в западной части Ногайской степи, в полупустынных землях. Расстояние от административного центра муниципального образования до районного центра — 50 км.

## История
Статус и границы сельского поселения были установлены Законом Ставропольского края от 4 октября 2004 год № 88-КЗ «О наделении муниципальных образований Ставропольского края статусом городского, сельского поселения, городского округа, муниципального района».
С 1 мая 2017 года, в соответствии с Законом Ставропольского края от 29 апреля 2016 года № 47-кз, все муниципальные образования Нефтекумского муниципального района (городские поселения Нефтекумск, посёлок Затеречный, сельские поселения село Ачикулак, Закумский сельсовет, Зимнеставочный сельсовет, Зункарский сельсовет, Кара-Тюбинский сельсовет, Каясулинский сельсовет, Махмуд-Мектебский сельсовет, Новкус-Артезианский сельсовет, Озек-Суатский сельсовет и Тукуй-Мектебский сельсовет) были преобразованы, путём их объединения, в Нефтекумский городской округ.

## Население
| 1989  | 2002  | 2010  | 2011  | 2012  |
| ----- | ----- | ----- | ----- | ----- |
| 3309  | ↘3185 | ↗3357 | ↘3352 | ↘3322 |
| 2013  | 2014  | 2015  | 2016  | 2017  |
| ↘3281 | ↘3235 | ↗3248 | ↗3264 | ↗3298 |

### Национальный состав
Согласно переписи населения 2010 года:
| № | Национальность | Численность, чел. | Доля   |
| - | -------------- | ----------------- | ------ |
| 1 | ногайцы        | 996               | 29,7 % |
| 2 | туркмены       | 958               | 28,5 % |
| 3 | даргинцы       | 614               | 18,2 % |
| 4 | русские        | 295               | 8,8 %  |
| 5 | аварцы         | 146               | 4,3 %  |
| 6 | лакцы          | 139               | 4,1 %  |
| 7 | чеченцы        | 56                | 1,7 %  |
| 8 | казахи         | 44                | 1,3 %  |
| 9 | другие         | 109               | 3,2 %  |

## Состав сельского поселения
До упразднения Махмуд-Мектебского сельсовета в состав его территории входили 2 населённых пункта:
| № | Населённый пункт | Тип населённого пункта      | Население |
| - | ---------------- | --------------------------- | --------- |
| 1 | Кунай            | аул                         | ↘200      |
| 2 | Махмуд-Мектеб    | аул, административный центр | ↗3300     |

### Упразднённые населённые пункты
Законом Ставропольского края от 9 октября 2012 года упразднён аул Мурзабек.

## Местное самоуправление
Администрация сельсовета
Главы администрации
- Байрам Асанович Эсбергенов[19]
- Тангатаров Энвир Седалиевич